# Toshiko Mayeda
Toshiko K. Mayeda (nacida Kuki) (Tacoma, 1923 – 13 de febrero de 2004) fue una química estadounidense de ascendencia japonesa que trabajó en el Instituto Enrico Fermi en la Universidad de Chicago. Trabajó en ciencias del clima y meteoritos entre 1958 y 2004.

## Biografía
Kuki nació en Tacoma, Washington. Creció en Yokkaichi, Mie, y Osaka. Cuando los Estados Unidos entraron en Japón después de Pearl Harbor durante la Segunda Guerra Mundial, Kuki y su padre fueron enviados al Tule Lake War Relocation Center, donde conoció a su futuro marido, Harry Mayeda. Mayeda se graduó en Química en la Universidad de Chicago en 1949. Su marido, Harry, murió en 2003. Mayeda falleció de cáncer el 13 de febrero de 2004.

## Investigación
Mayeda trabajó bajo la supervisión del químico Harold Urey. Fue persuadida por Robert N. Clayton para quedarse en la Universidad de Chicago trabajando como técnica desde 1958. Fue descrita como una "asistente de investigación indomable". Trabajó con Harold Urey sobre meteoritos primitivos, y con el geólogo italiano Cesare Emiliani en evaluación isotópica de la edad de hielo. El primer trabajo de investigación de Mayeda y Clayton consideró el uso de Pentafluoruro de bromo para extraer isótopos de oxígeno de rocas y minerales. Este sigue siendo su trabajo más citado.
De los años 70 hasta los tardíos 90, Mayeda y Clayton se hicieron famosos por su uso de los isótopos de oxígeno en la clasificación de meteoritos. Crearon varios tests que fueron usados en el campo de los análisis de meteoritos y muestras lunares. Estudió las variaciones en la abundancia de los diferentes isótopos de oxígeno y los asignó a diferentes temperaturas de formación. Mayeda trabajó en la separación de masas y en la química del meteorito de Allende.
En 1992, identificó un nuevo tipo de meteorito, el Brachinite. Clayton y Mayeda estudiaron los meteoritos Acondrita e identificaron que las variaciones en el isótopo Oxígeno-17 dentro de un planeta se deben a inhomogeneidades en la Nebulosa Solar. Analizaron meteoritos Shergotty e identificaron que podría haber habido una atmósfera rica en agua. Mayeda encontró proporciones distintas entre Oxígeno-17, Oxígeno-16 y Oxígeno-18. Estudió el meteorito Bocaiuva, encontrando que el meteorito de la Estación del águila se formó debido a un calentamiento por impacto.

## Reconocimientos
En 2002, le otorgaron el Premio al Mérito de la Sociedad Geoquímica de Japón. En el mismo año, le dieron su nombre a un asteroide. En 2008, se dedicó a Clayton y Mayeda un volumen especial del libro el Oxígeno en el Sistema Solar "The Solar System in Clayton-Mayeda Space".